# Nederlands Instituut voor Vectoren, Invasieve planten en Plantgezondheid
Het Nederlands Instituut voor Vectoren, Invasieve planten en Plantgezondheid (NIVIP) is een Nederlands kenniscentrum op het gebied van plantgezondheid, invasieve planten, biologische bestrijders en vectoren van humane en dierlijke ziektes. Deze expertise is het fundament om als Nederland aan de internationale verplichtingen, zoals vastgelegd in internationale verdragen en wetgeving, te voldoen. Het NIVIP helpt beleidsmakers en uitvoerende organisaties (inter)nationaal gezaghebbend en effectief op te kunnen treden bij het weren van schadelijke organismen en planten. 
Het NIVIP is onderdeel van de Nederlandse Voedsel- en Warenautoriteit.

## Kerntaken
Het NIVIP is op basis van Europese wetgeving aangewezen als:
- Officieel Laboratorium (OL) Plantgezondheid,
- Nationaal Referentielaboratorium (NRL) en Europees Referentielaboratorium (EURL) voor
  - Bacteriën
  - Virussen, viroïden en fytoplasma's
- Nationaal Referentielaboratorium (NRL) voor 
  - Insecten en mijten
  - Nematoden
  - Schimmels en oömyceten

In opdracht van de ministeries van  LNV en VWS treedt het NIVIP op als kennisautoriteit in de volgende domeinen:
- Centrum Monitoring Vectoren (CMV)
- Kenniscentrum Invasieve Planten en Hout
- Kenniscentrum Biologische bestrijders en Productiedieren (insecten).

Als kennisleverancier voor de National Plant Protection Organization (NPPO)] draagt het NIVIP bij aan activiteiten voor het weren en bestrijden van schadelijke organismen. Het NIVIP heeft, naast het uitvoeren van diagnostiek ISO17025, een adviserende rol in de toezichthoudende keten.